# パウル・ギーガー
パウル・ギーガー（Paul Giger、1952年 - 、ヘリザウ出身）は、スイスのヴァイオリニスト、作曲家。現代音楽、ジャズ、フリー・インプロヴィゼーションを演奏し、特殊奏法を専門とする。
ギーガーはECMレコードから6枚のCDをリリースし、ヒリヤード・アンサンブル、ヤン・ガルバレク、ピエール・ファーヴル、マリー＝ルイーズ・デーラー（Marie-Louise Dähler）とコラボレートした。

## ディスコグラフィ

### アルバム
- 『シャルトル:聖なる空間との対話』 - Chartres (1989年、ECM)
- Alpstein (1991年、ECM)
- Schattenwelt (1993年、ECM)
- 『イグニス』 - Ignis (1998年、ECM)
- Vindonissa (2003年、ECM)
- Towards Silence (2007年、ECM)
- 『21世紀の宗教曲』 - trans limen ad lumen (2017年、DIVOX) ※with ヒリヤード・アンサンブル